# Gratis-ting.dk
Gratis-Ting.dk var et dansk website, som blev grundlagt i år 1999 af Jacob Mogensen, hvor man kunne finde materiale om film, spil og konkurrence m.m. Før lukning af siden, havde den 55.000 unikke besøgende hver dag.[kilde mangler].

## Jacob Mogensen og HiT Media ApS
Jacob Mogensen startede i 2001 et firma under navnet HiT Media ApS, som fra 2001 til 2011 ejede og drev følgende sider: Gratis-Ting.dk, Gratis.se og Billige-Ting.dk m.m.
Siden Gratis-Ting.dk er mest kendt for sin store samling af online spil.
| Internet | Spire Denne internet-relaterede artikel er en spire som bør udbygges. Du er velkommen til at hjælpe Wikipedia ved at udvide den. |